# 着エロ
着エロ（ちゃくエロ）は、着衣のあるエロチシズム、およびその造語。またグラビアアイドルのイメージビデオや雑誌のグラビアページ、グラビア写真における表現手法の一つ。

## 概要
「着」は「着衣」の略で、「エロ」は「エロチシズム」の略である。用語としては2002年に発売された写真週刊誌「FLASH」No.743（2002年9月17日号）の特集「着エロの世界」が初出である（後述）。これを撮影した西川和久によると、この手の写真が流行しだした当時、特集を組むことになったが、「何かカテゴリ名がないとマズい」と言うことで、「着メロ」をもじって名付けたという。
そもそもの定義としては、水着より露出が多いが、セミヌードやヌードとは違い、何らかの着衣を付けているものを指す。初期の頃は、ブラジャーを外して手だけで乳首を隠す「手ブラ」と、Tバックの組み合わせが多く、普通の水着よりは過激という程度だった。
並行してジュニアアイドルとよばれる分野も台頭し、こうしたモデルらの写真集やイメージビデオ（イメージDVD）でも、スカートの中に白いビキニや見せパンをつけて下着が見えている（パンチラの）ように見せる、水着ではビキニだけでなく競泳水着やスクール水着、過激さを追及しているものではTバックを着用させているものもあり、これらを着用して、開脚する・バスタブに股間をすりつける・尻を突き出す、学校制服を着用してリコーダーを吹く、体操着（ブルマーを穿いている場合も）やレオタードを着用してバランスボールをまたぐといった定番表現がなされていく
。ジュニアアイドルのイメージDVDのジャケットのキャッチフレーズでも、バストサイズを強調させたり多様な表現が使用され、購買意欲を煽っていく。
その後次第に過激な物へと派生し、表現手法は、乳首と女性器が写らないギリギリの範囲でセックスアピールを最大限行う手法が培われるが、過激な表現の作品が登場した背景には、こうしたジャンルへのAVメーカーの進出があると写真家の会田我路は見ている。
中にはバナナをくわえさせてフェラチオを想起させたり、コンデンスミルクを使って顔射ぶっかけを想起させたりといった性的なイメージを連想させるものも存在しはじめる。
特に過激な物になると、乳首が透けていたり、乳輪が見えていたり、陰毛や性器が透けていたりと、セミヌード以上に露出が多く、ほとんどヌードと変わらない物もある。また中には、剃毛した恥丘（いわゆるパイパン）を性器ギリギリまで見せたり、肛門を見せたりと、一般的なヌードの表現より過激な物も存在していく。

## 歴史

### 1990年代まで
一つは1980年代にはセクシーショットと題してヌードとは他にセミヌードからノースリーブ、下着を着けずのキャミソール、レオタード姿、タンクトップ、ミニスカートなどを活用したグラビア写真が展開され始める。1980年代後半から1990年代初頭にはハイレグカットの水着やTバック、Oバックなどや隠す部位が小さな極小水着、ブラジル水着などが出現し、各種グラビアで活用された。そしてポルノ映画やアダルトビデオと共に、イメージビデオなどと題され、男性との絡みは無く、前述のコスチュームでセクシャルな動きを付けて、ヌード並みの欲望をかきたてる映像媒体が発売され始める他、アダルトビデオでも宇宙企画では秋元ともみらのように、SEXのシーンはイメージで相手と身体を密着せず揺らしてシーンをイメージさせるのみといったものも出現。他方で彼女らはテレビにも出演しAV女優のアイドル化の流れが生まれている。のちに1990年代になって加納典明は『月刊THE TENMEI』で妄想や憧憬を排除した直接的なエロを表現していくが、妄想や憧憬をかきたてる手法は一方で、1981年創刊の写真時代が河合奈保子のパンチラ写真見開きなど、アイドル野外イベントでの盗撮、素人が写す写真で裸になっていないものでもエロいページとして成り立ちはじめる。パンチラ撮影の技術を解説した書籍『アクション・カメラ術』も大ヒットしてカメラ小僧という者が急増していった。1980年代からはエロ本だけでなく『アクションカメラ』や『GORO』、『スコラ』といった大手出版社のヌードを掲載しセクシャルな話題を提供するグラフィック誌で、グラビア専門モデルだけでなくアイドルや女優らもフルヌードではないグラビア写真を発表する。そしてノーブラ、ノーパンを活用し「見えそうで見えない」といったショットが却ってイヤらしい印象を与えてきたが、これはタレントに対する所属事務所対策の側面もあった。1998年から多くの女優・モデルを起用した「月刊」シリーズも、清純派女優がフルヌードの他にはこうした艶美な表情やポーズを披露していた。
セクシーイメージのショットは三田寛子、石野陽子などはアイドル時代の1980年代に上半身下着を付けない写真を公開していたが、80年代から90年代にかけては他にはシルビア石野真子芹沢直美細川直美立花理佐麻生久美子相田翔子川島なお美（1980年代後半に）等々、2000年代初頭までにも数多く存在する。
1993年にはボディコンやTバックなどお立ち台ギャル満載雑誌『Zokkon ゾッコン』が創刊し、当時多く結成されたヌードではないがセクシャルな格好と容姿を売り物にするB.C.G、T-BACKS、バイブセダクション、Chu-DOG、セクシーメイツ、QT、メロン組、ギリギリガールズといったグループが多く掲載されていた。
並行して露出は全裸までなっているが、肝心なところはきっちり隠していたり、背中からだったり、シャツ一枚で濡らして透けさせているなどのグラビアも幾つか出現し始める。そしてお菓子系雑誌一覧のページのその他の主なブルセラ誌・制服系グラビア誌、にあるとおり、1980年代にBOMBなどを真似てA5版サイズにし、中高生向けのエロ本、アダルト雑誌が次々と創刊されており、1990年代に台頭するブルセラやお菓子系と呼ばれる分野にかけて、制服を着てもはだけさせる、上半身は隠す（手ブラ・髪ブラ他）か着衣しているが下半身は裸、下着をつけず臀部などが露出しているが、陰部・陰毛は見せられないため隠す、などのグラビアも多く見せていたことがあげられる。
1980年代中盤から展開する当時の英知出版の雑誌でも、下着素材でどこまで透けるか制作者側が布切れ一枚でも極限のアプローチし、雑誌ページの材質をもこだわっていたことが知られる。こうした方面の1990年代の代表的なモデルとしては桜庭あつこ、久留須ゆみなどが後の「着エロ」に該当する様な活動をしていることが知られる。
また1980年代初頭からの少女ヌードは局部もみせていたが、1980年代半ばになるとその面積は小さいがなんらかの修整を施すように是正されていくと、1990年代に入り力武靖が展開した少女や女性のヌード写真では全裸で、陰毛が無いことを逆手に、極部を最小限に隠して股を開き接写で写すといったグラビアを展開している。
さらにグラビアモデルらも「手パンツ」「手パン」と呼ばれる、股間（女性器）を手だけで隠すポーズなども開発されていった。

### 2000年代から
2002年頃から、インリン・オブ・ジョイトイ、藤川京子、岡元あつこなど多くのグラビアアイドルが着エログラビアを披露し、着エロという言葉も一般に認知される様になる。
一部では2002年に「FLASH」（光文社）で特集を組んだことが広まり始めとの見方もある。
同誌において着エロ特集では、2002年9月17日号 No.743が最初で、以降も何度か特集を組んでいる。 
続いて、堀口としみ、福山理子、櫻井ゆうこなどが加わる。
その後、安めぐみや那由多遥といったある程度実績のあるアイドルらも、いわゆる「着エロ」スタイルで、雑誌グラビアなどを飾ったりDVDをリリースするなどし、DVDの一つのジャンルとなっている。
2004年の中頃からは、ヌードモデルやAV女優等を起用した着エロビデオも増加した。当真ゆきのように「着エロAV」をリリースし、それのヒットに伴い過去のイメージビデオもヒットすると言う逆転現象も起きている。
2005年には、青木さやかが『ロンドンハーツ』の企画で着エロ写真集を発売し、1タイトルで8万部以上を売り上げると言う快挙を達成。以降も梨花や華原朋美、オセロの松嶋尚美等といった有名芸能人によるグラビアが話題となった。
2006年頃よりイメージDVDにおける着エロの過激化が進み（主なメーカーとしては、レイフル、キングダム、心交社など）、一部のメーカーが摘発される事態にまで発展する。コスプレの同人ROM写真集の中でも着エロの過激化が進んでいる（コミックマーケットが抱える問題#コスプレも参考）。
2009年の児童ポルノ法の改正により18歳未満の出演作の制作が事実上禁止された。2016年には警視庁生活安全部保安課が各審査団体に対して『平成28年7月21日付「着エロDVD」の適正な審査について（依頼）（保．風一第1159 号）』との書面依頼がなされ、性交場面がなくとも性表現があるものは慎重な審査をと呼び掛けられた。

## 代表的なモデル
- 愛彩
- 小明
- 逢坂愛
- 相澤亜希
- 阿井原すみれ
- あいみゆうひ
- 相本あきこ
- 葵さくら
- 青井鈴音
- 青木衣沙
- 青木佳音
- 赤坂沙絵
- 茜あずさ
- 秋葉やすこ
- 秋本翼
- 安久澤ユノ
- 麻倉まりな
- 朝比奈祐未
- 麻海りあ
- 天木じゅん
- 天羽成美
- 雨宮める
- 雨宮留菜
- 荒木のぞみ
- 歩りえこ
- 有村こはる
- いちご姫
- インリン・オブ・ジョイトイ
- 伊織いお
- 石川優実
- 石原由希
- 石原佑里子
- 泉水蒼空
- 一色亜莉沙
- 伊藤早由利
- 今井メロ
- 上杉智世
- 卯渚さやか
- 大川成美
- 大崎由希
- 大橋沙代子
- 大塚麻恵
- 大塚まひろ
- 岡英里
- 緒方咲
- 岡元あつこ
- 小川みこと
- 奥愛ディアナ
- 小口もな美
- おざわえりか
- 忍野さら
- 音羽くるみ
- 音羽紀香
- 小田飛鳥
- 小田ひとみ
- 小野真弓
- 折原みか
- 神楽坂恵
- 片瀬美月
- 片山萌美
- かでなれおん
- 加藤紗里
- 金井あや
- 金子智美
- 叶姉妹
- 鎌田紘子
- 川奈ゆう
- 川奈栞
- 木嶋のりこ
- 北谷ゆり
- 吉川麻衣子
- 木村葵
- 木村あやね
- 草野綾
- 久保田あさみ
- 栗本樺歩
- 来栖有紀
- 久留須ゆみ
- 黒木茉莉花
- 黒木桃子
- 小泉かな
- 小坂ゆう
- 児玉菜々子
- 小松ほなみ
- こみつじょう
- 後藤麻衣
- 後藤理沙
- 近藤あさみ
- 紺野栞
- 紗綾
- サーシャ
- 紗那
- 冴季澪
- 坂井伊織
- 坂ノ上朝美
- 咲坂あいり
- 桜井すみれ
- 桜井真紀
- 桜木佑香
- 佐々木心音
- 佐藤かおり
- 真田美香
- 沢田彩実
- 沢地優佳
- ジェマ
- 潤音
- 潮田ひかる
- 篠崎こころ
- 渋沢一葉
- 渋谷えり
- 島田和菜
- 庄司ゆうこ
- 白川ゆきな
- シーナ茜
- 杉ゆかり
- 鈴木茜
- 鈴木ゆうな
- 瀬尾秋子
- 千羽かよこ
- 相馬茜
- 染谷有香
- 高木加織
- 高梨れい
- 高野人母美
- 鷹羽澪
- 高橋りか
- 橘更紗
- 橘ましろ
- 橘未憂
- 辰巳シーナ
- 田中菜々
- 壇蜜
- 月城まゆ
- リア・ディゾン
- とっきー
- 富樫あずさ
- 殿倉恵未
- 取池奈々
- 永井すみれ
- 中井ゆかり
- 中川朋美
- 中山愛梨
- 奈月セナ
- 七生奈央
- 名波はるか
- 成田梨紗
- 成瀬りお
- 鳴海千秋
- 那由多遥
- 西浦真帆
- 西野花恋
- 西野小春
- 西堀智美
- 花井美理
- 長谷川りりな
- 長谷川千紗
- 橋本マナミ
- 葉月つばさ
- 葉月ゆめ
- 初海りか
- 浜田翔子
- 濱田のり子
- 浜田由梨
- 浜野裕子
- 春野恵
- 葉山あや
- 葉山夏恋
- 平塚千瑛
- 平野もえ
- 藤川京子
- 藤木あやか
- 藤子まい
- 藤咲由姫
- 藤田あずさ
- 藤波心
- 藤原ななこ
- 堀口としみ
- まろか
- 松井沙也香
- 松金ようこ
- 松澤理乃
- 松嶋えいみ
- 松山メアリ
- 真東愛
- 間宮夕貴
- 真間美也
- 水城凪
- 水瀬葵
- 水谷瑠奈
- 三田羽衣
- みなみ鈴
- 武藤なみ
- メイリ
- 桃井あやか
- 百川晴香
- 桃瀬麻美
- 森崎愛
- 森咲智美
- 森下まゆみ
- 森下悠里
- 矢部美穂
- 柳瀬早紀
- 矢野未夏
- 山口里菜子
- 山崎真実
- 山咲まりな
- 山中知恵
- 山中真由美
- 山根千芽
- ゆうみ
- ユリア
- 結城ちか
- 結城舞衣
- 幸村未鈴
- 吉田由莉
- 四葉杏果
- 緑香
- 璃乃
- 若原麻希
- 和田絵梨奈

のちにアダルトビデオなど出演
- あいかわ優衣
- あいださくら
- 愛斗ゆうき
- 青木りん
- あかね葵
- 朝丘まりん
- 浅乃かこ
- 東凛
- 綾瀬ティアラ
- 彩城ゆりな
- 綾波ゆめ
- 荒木まい
- 安奈とも
- 一条命
- 市川まほ
- 市橋えりな
- 伊藤あずさ
- 伊藤舞雪
- 岩戸志穂
- 上原花恋
- 宇佐野瞳
- 大沢つくし
- 大野ゆか
- 岡田真由香
- 緒川凛
- 沖田杏梨
- 小田有紗
- 織田真子
- 尾野真知子
- KAORI
- 果梨
- 片岡さき
- 神坂ひなの
- 川越ゆい
- 神咲アンナ
- 神崎かおり
- 北川カレン
- きみお美央
- 君嶋あこ
- 樹林れもん
- 黒木いくみ
- 香坂杏奈
- 後藤麻衣
- 琴乃
- 事原みゆ
- さくら悠
- さくらゆら
- 櫻井ゆうこ
- 桜美沙希
- 笹原りむ
- 佐和田百香
- 沢本あすか
- 紫艶
- 椎名寛子
- 志田雪奈
- 純名もも
- 神ユキ
- 新庄夏美
- 鈴木杏里
- 鈴木真夕
- 瀬野みやび
- 高崎聖子
- 高嶺さゆり
- 立花陽未
- たま
- 辻本杏
- 月見栞
- 富田優衣
- 富永苺
- 永瀬ゆみ
- 仲村みう
- 渚野洋子
- 灘坂舞
- 成島りゅう
- 西田カリナ
- 長谷真理香
- 橋本ありな
- 長谷川ミク
- 初音みのり
- 春野さくら
- 美藤れん
- 姫乃未来
- 姫野ゆうり
- 平原みなみ
- 藤浦めぐ
- 藤白まき
- 藤田こずえ
- 藤谷ゆうき
- 藤間ゆかり
- 藤舞みいな
- ふわり結愛
- 星アンジェ
- 美咲すみれ
- 星野杏里
- 星乃ひより
- 前田優希
- 益坂美亜
- 真木こころ
- 松本菜奈実
- 美咲みゆ
- 美咲恋
- 水澤りこ
- 水嶋あい
- 水谷彩也加
- 水原乃亜
- 美東澪
- 南つかさ
- 源すず
- 源みいな
- 三村翔子
- 宮崎あいか
- 宮野瞳
- 深山あすか
- ももかさくら
- ももき希
- 桃音まみる
- 盛川あきこ
- 安位カヲル
- 山崎水愛
- 山本まる
- 夕樹あさひ
- 横山みれい
- RYU (AV女優)
- 若宮莉那